# Nicomedes II van Bithynië
Nicomedes II Epiphanes (Oudgrieks Νικομήδης Β' ὁ Ἐπιφανής; ? - 128/127 v.Chr.) was koning van Bithynië van 149 tot 128/127 v.Chr. 
Nicomedes kwam na een opstand tegen zijn vader Prusias aan de macht, die hij in een bondgenootschap met Attalus II van Pergamon na een langdurige strijd belegerde en liet doden. Bij de Romeinse annexatie van Pergamon in 133 v.Chr. – Attalus III van Pergamon had Pergamon bij testament aan de Romeinen vermaakt – steunde hij Rome tegen de troonpretendent Eumenes III, maar haalde er niet het gehoopte gewin uit.